# Léonie Halévy
Pour les autres membres de cette famille, voir Famille Rodrigues-Henriques et pour les homonymes, voir Léonie et Halévy.
Léonie Halévy, née Hannah Léonie Rodrigues-Henriques le 31 janvier 1820 à Paris et morte le 16 juillet 1884 à Saint-Germain-en-Laye, est une sculptrice, collectionneuse d'œuvres d'art et salonnière française.

## Biographie
Léonie Rodrigues-Henriques naît dans la grande bourgeoisie juive. Elle est la fille d'Isaac-Alexandre Rodrigues-Henriques (1765-1834), banquier bordelais, et d'Esther Gradis (1780-1859). Elle est la sœur de la femme de lettres Eugénie Foa, d'Elise Busnach et de l'historien Hippolyte Rodrigues. Elle épouse le compositeur Fromental Halévy en 1842 et de ce mariage naît Geneviève, future épouse de Georges Bizet, puis de l'avocat Émile Straus, qui fut une célèbre salonnière.
Veuve, elle se consacre alors à la sculpture. Elle devient l'élève d'Emmanuel Frémiet et débute au Salon des Indépendants de 1877 (où elle expose notamment son buste de l'actrice Madame Krauss), puis y exposera chaque année.
Léonie Halévy tenait également un salon à Paris.

## Collections publiques
- Paris :
  - hôtel de ville de Paris, façade[Information douteuse] : Buste de Fromental Halévy.
  - musée de la Musique : Buste de Fromental Halévy, 1862, plâtre[2].
- Troyes, musée des Beaux-Arts : Buste d'homme barbu, 1870, bronze[3].